# Gudbrandsdalslågen
Gudbrandsdalslågen är en 204 km lång älv, med ett avrinningsområde på 11 459 km² i Innlandet fylke i Norge. Den rinner upp i Lesjaskogsvatnet i Lesja kommun, och rinner sedan genom en bred dalgång, Gudbrandsdalen, i Østlandet i Norge. Den rinner genom kommunerna Lesja, Dovre, Sels, Nord-Frons, Sør-Frons, Ringebu, Øyers och Lillehammer och mynnar i Mjøsa, Norges största insjö, vid staden Lillehammer. Älvens medelflöde vid utloppet i Mjøsa är 255 m³/s. Gudbrandslågen är bland de 15 längsta vattendragen i Norge och bland de fem största avrinningsområdena och vattendragen. Lågen står för cirka 85 % av det totala inflödet i Mjøsa.

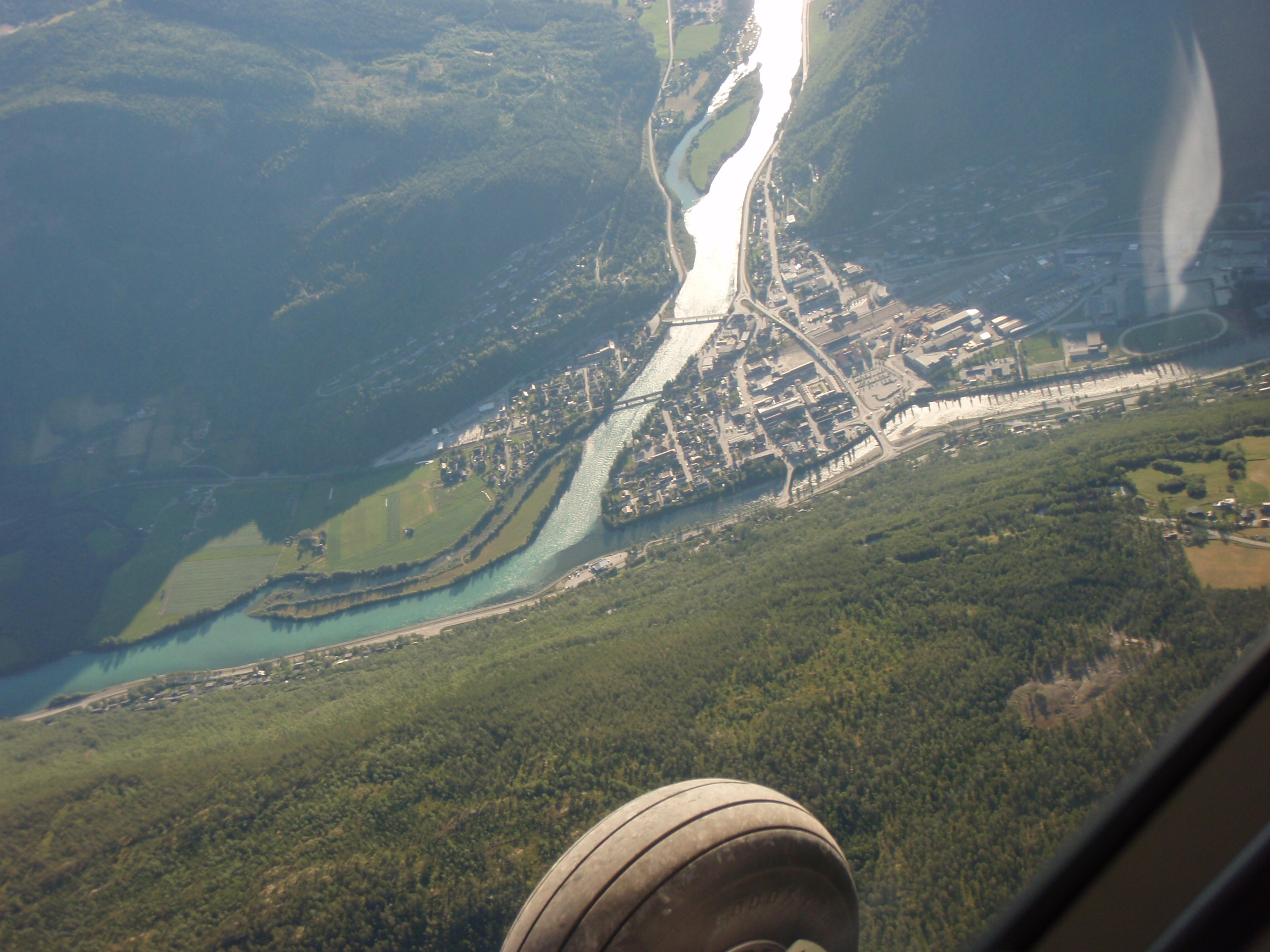
Sammanfödet av Otta (överst i bilden) och Lågen (till höger). Otta har en mjölkaktig turkos färg som härrör från stenmjöl från glaciärerna uppströms, såsom Jotunheimen.

## Biflöden
Biflödet Otta står för den största enskilda tillförseln till Lågen. Ottas upptagningsområde sträcker sig till Djupvatnet och längs östra sidan av Dalsnibba i Geiranger. Lågen utgör huvuddelen av den västra grenen av Glommavassdraget.
Västra bifloder till Gudbrandsdalslågen är Gausaälven, som rinner genom Gausdal, Ottaälven som rinner genom Ottadalen, Vinstraälven som rinner genom Vinstradalen och Sjoa som rinner genom Heidal och Sjodalen. De östra floderna Jora, Ula, Frya, Tromsa och Mesna är kortare och faller brant från Rondanes höjder. Även om Gudbrandsdalslågen är relativt lugn under långa sträckor av sin 204 kilometer långa väg, faller Gudbrandsdalslågen snabbt genom Rostens ravin i Sels kommun.
Mellan kommunerna Ringebu och Øyer vidgas floden och skapar den stora så kallade "flodsjön" Losna.

## Översvämningar
Vattenflödet i de norska älvarna är störst på våren, när snön smälter. Gudbrandsdalslågen, som dränerar högre höjder och i första hand matas av glaciärer, har sitt största vattenföde typiskt sett senare än Glomma, som dränerar de östra dalarna. Under de sällsynta år då båda har sitt högsta vattenflöde samtidigt, är deras sammanflöde vid Nes platsen för stora översvämningar. När Gudbrandsdalslågen och Glomma hade sitt största flöde samtidigt år 20–23 juli 1789 inträffade översvämningen Storofsen, som gjorde att vattnet steg 10 meter över sin medelvattennivå. Olyckan medförde 72 dödsfall och omkring 1 000 gårdar förstördes och över 4 000 hus blev mycket skadade. Enbart i Vågå dog 24 personer. Många bönder blev tvungna att flytta från Gudbrandsdalen och Østerdalen, och de flyttade framför allt till Bardu och Målselvsdalen i Troms

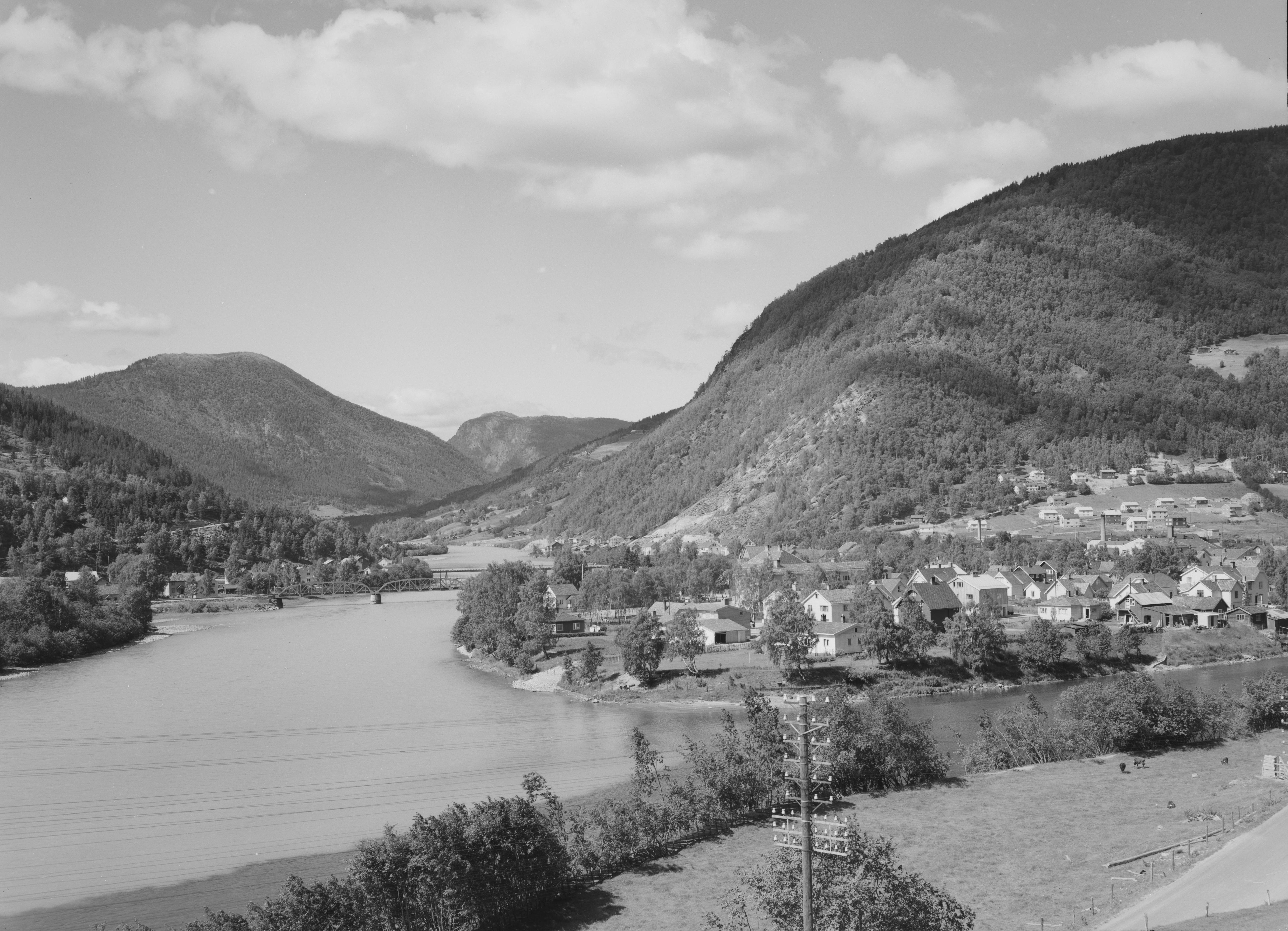
Sammanflödet mellan Otta, Lågens viktigaste biföde, och huvudälv vid Otta. Ottaälven (rakt fram) är gråfärgad av glaciärvatten, medan huvudälven (från höger) är klar och kommer från Dovre och Lesja.

Lågen har ofta två översvämningar under sommaren. Först kommer en översvämning från de östliga och nordliga delarna av älven. Den kommer vanligtvis den första veckan i juni. Vid midsommar kommer en ny översvämning från de västliga delarna av älven genom bland annat Otta, Vinstra och Sjoa, som kallas Ottaflommen.
När Glomma svämmar över samtidigt som Gudbrandslågen hålls vattnet i regel kvar i Mjøsa med regleringen vid Svanfoss. Är det mycket snö i fjällen tappas Mjøsa innan översvämningarna börjar. Regleringarna görs för att minska översvämningsskadorna i Glomma efter sammanfödet med Vorma.

## Brokollapser
2016 rasade Perkolobron över Gudbrandsdalslågen vid Sjoa. Bron var delvis tillverkad av limträ. Efter kollapsen stängdes elva liknande broar, inklusive den i Tretten, tillfälligt.
Den 15 augusti 2022 rasade bron över Gudbrandsdalslågen nära byn Tretten. Den 150 meter långa träbron öppnades 2012. En lastbilschaufför räddades med helikopter och en bilförare klarade sig själv. "Det är fullständigt katastrofalt, helt overkligt," sade den lokale borgmästaren Jon Halvor Midtmageli till norska tidningen Dagbladet. Tretten-bron kontrollerades senast 2021.
Den 14 augusti 2023 rasade en järnvägsbro nära byn Ringebu, efter att kraftigt regn hade orsakat skador på den centrala brogrunden. Ingen skadades.

## Etymologi
Lågen är bestämd form av fornnordiska lǫgr, som betyder "vatten" eller "flod", alltså betyder Lågen 'floden'. Namnet Lågen måste ha ersatt ett gammalt namn som nu är bortglömt och okänt. Ordet 'lågen' är rätt vanligt i det norska språket som ett efterled som betyder 'flod'. Den första delen av älvnamnet är ofta namnet på den dalgång som älven ligger i (Gudbrandsdalen i detta fall). Exempel på denna användning på norska älvar är, utöver Gudbrandsdalslågen, Numedalslågen och Suldalslågen.

## Arter
Hunderöringen föds upp vid vattenfallet Hunderfossen vid Gudbrandsdalslågen, vid den 280 meter långa kraftverksdammen. Bredvid dammen finns ett utställningscenter för hundratals öringar. Det finns ett kläckeri på västra stranden som producerar 20 000 öringar varje år och släpper ut dem i floden för att kompensera för den förlust av fisk och lekplatser som uppstod när kraftverket byggdes.

## Bilder, från nordväst till sydost

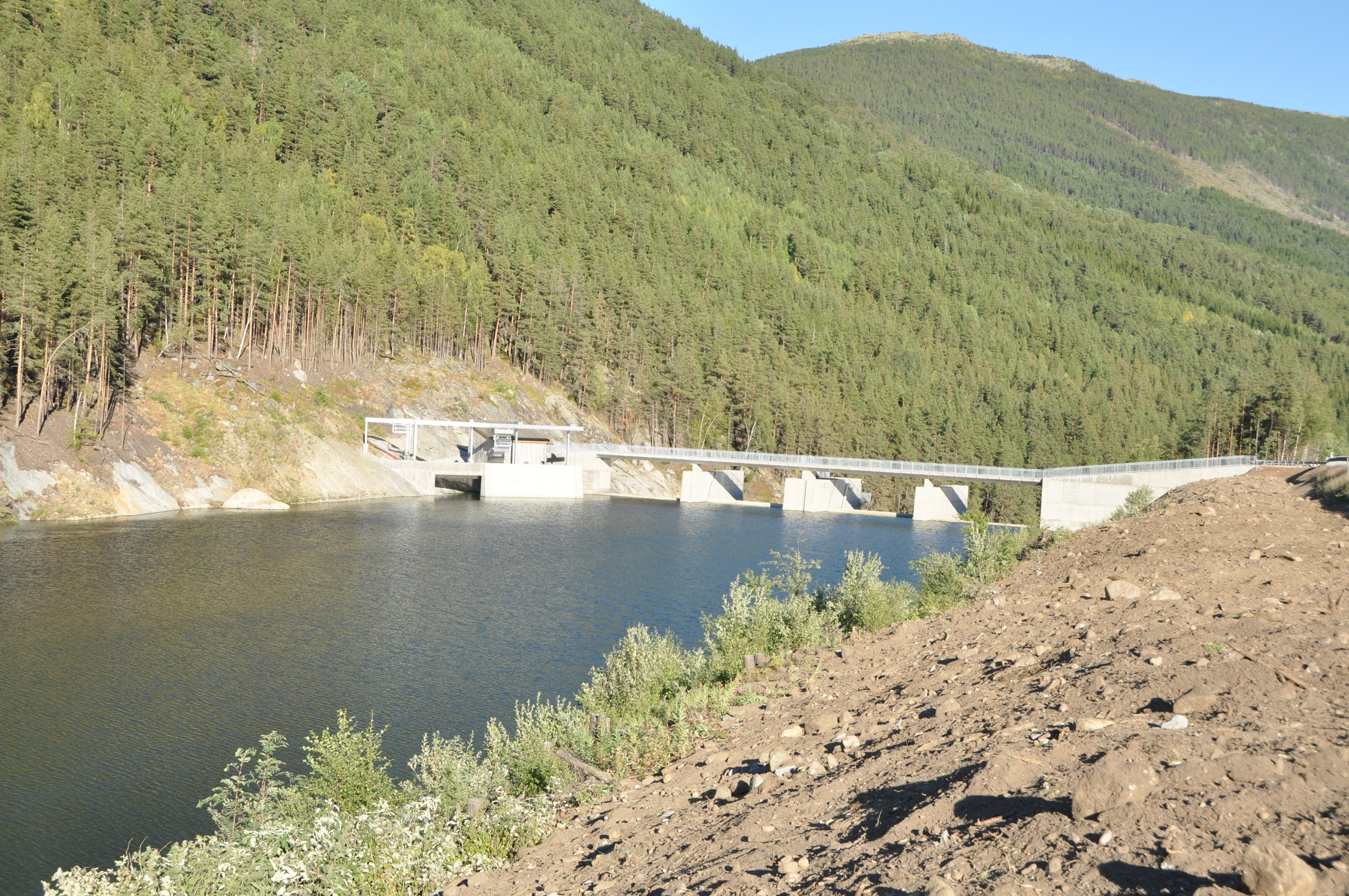
Rosten vattenkraftsmagasin vid övre delen av Lågen
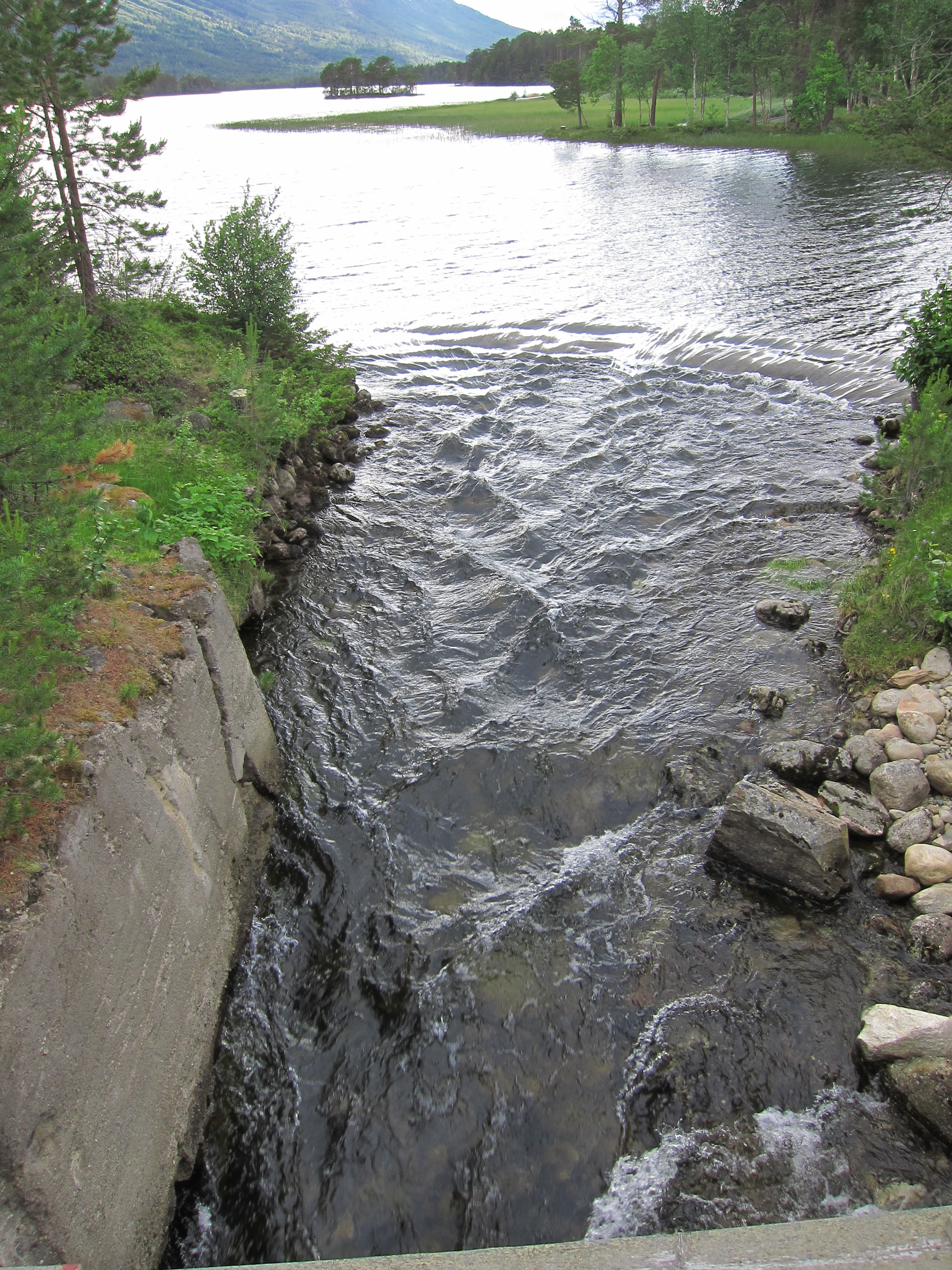
Utlopp från Lesjaskogsvatnet till Lågen vid Lesjaverk
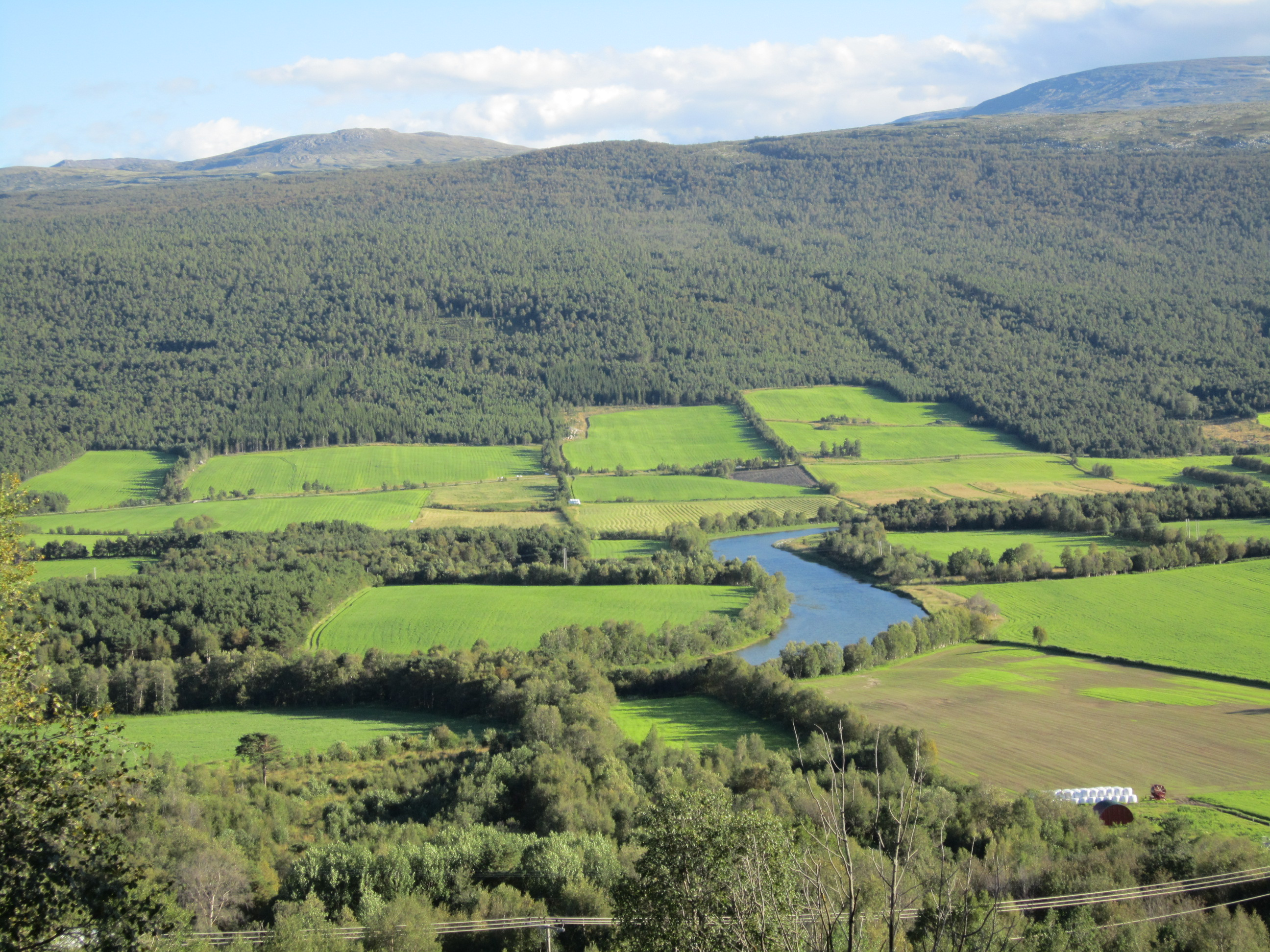
Övre delen av Lågen i Lesja
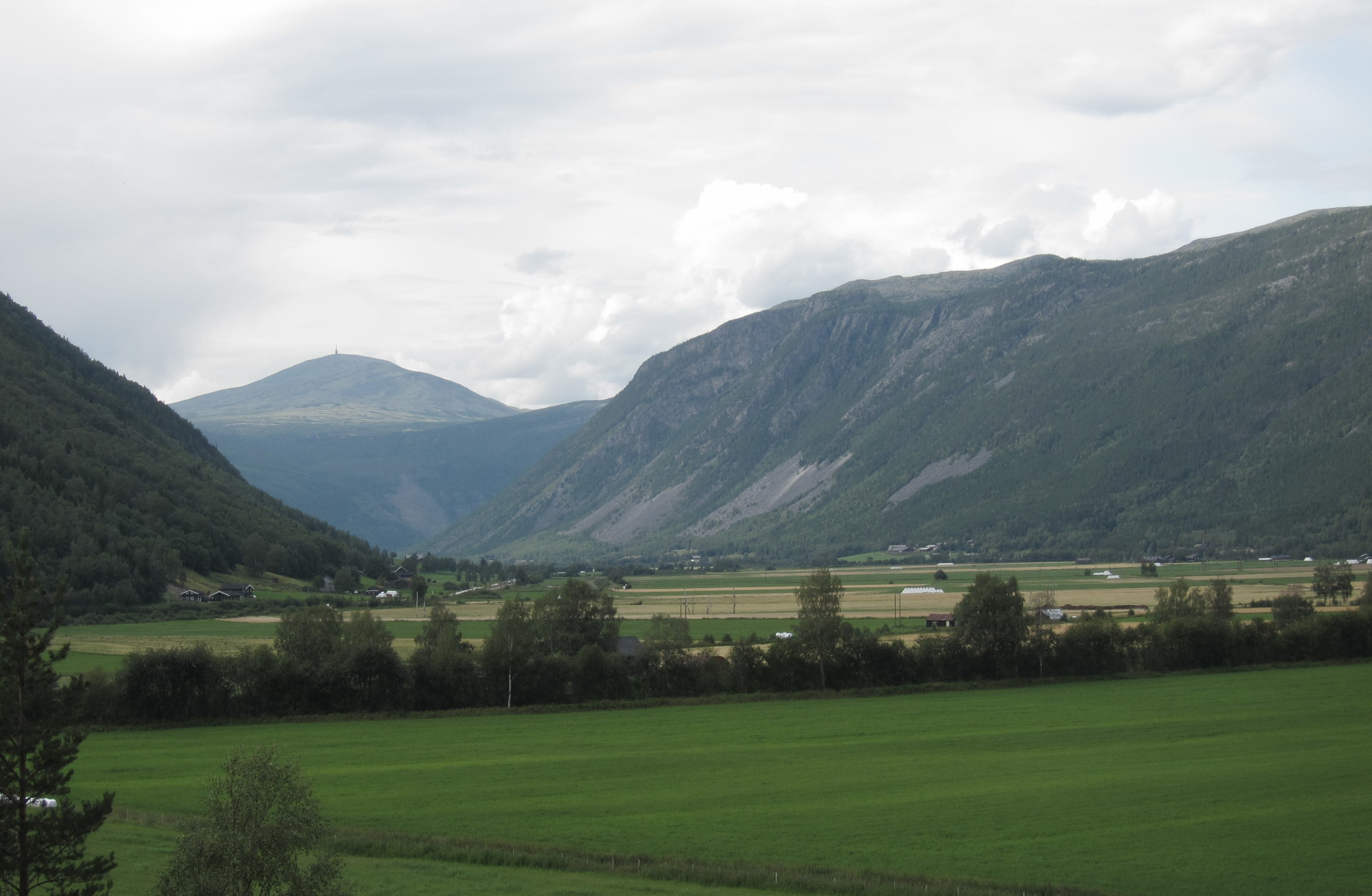
Selsmyrene sedda från backarna ovanför Sels kyrka, vid älven Ula
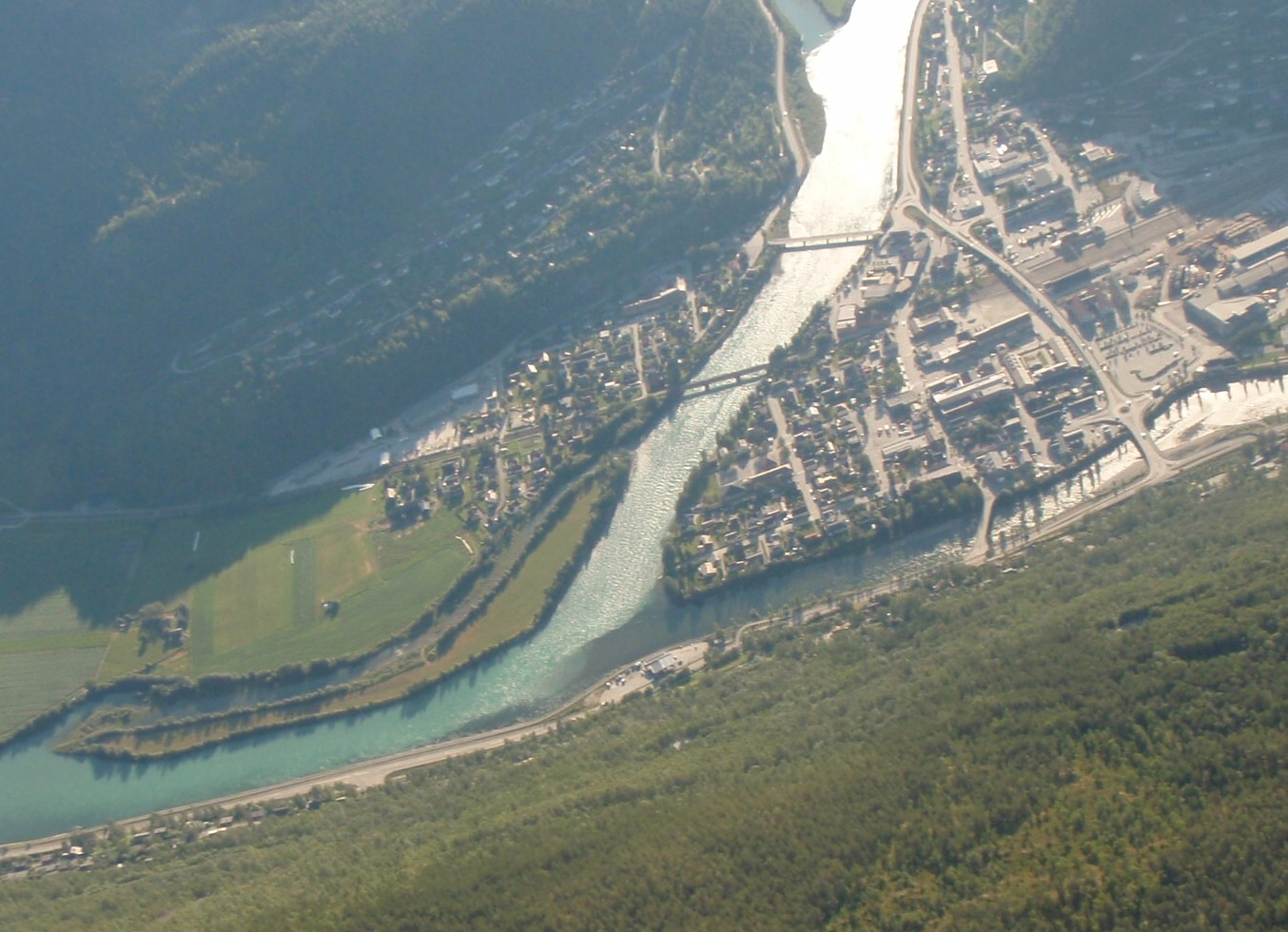
Den glaciärfärgade älven Otta rinner samman med den klara Lågen vid tätorten Otta
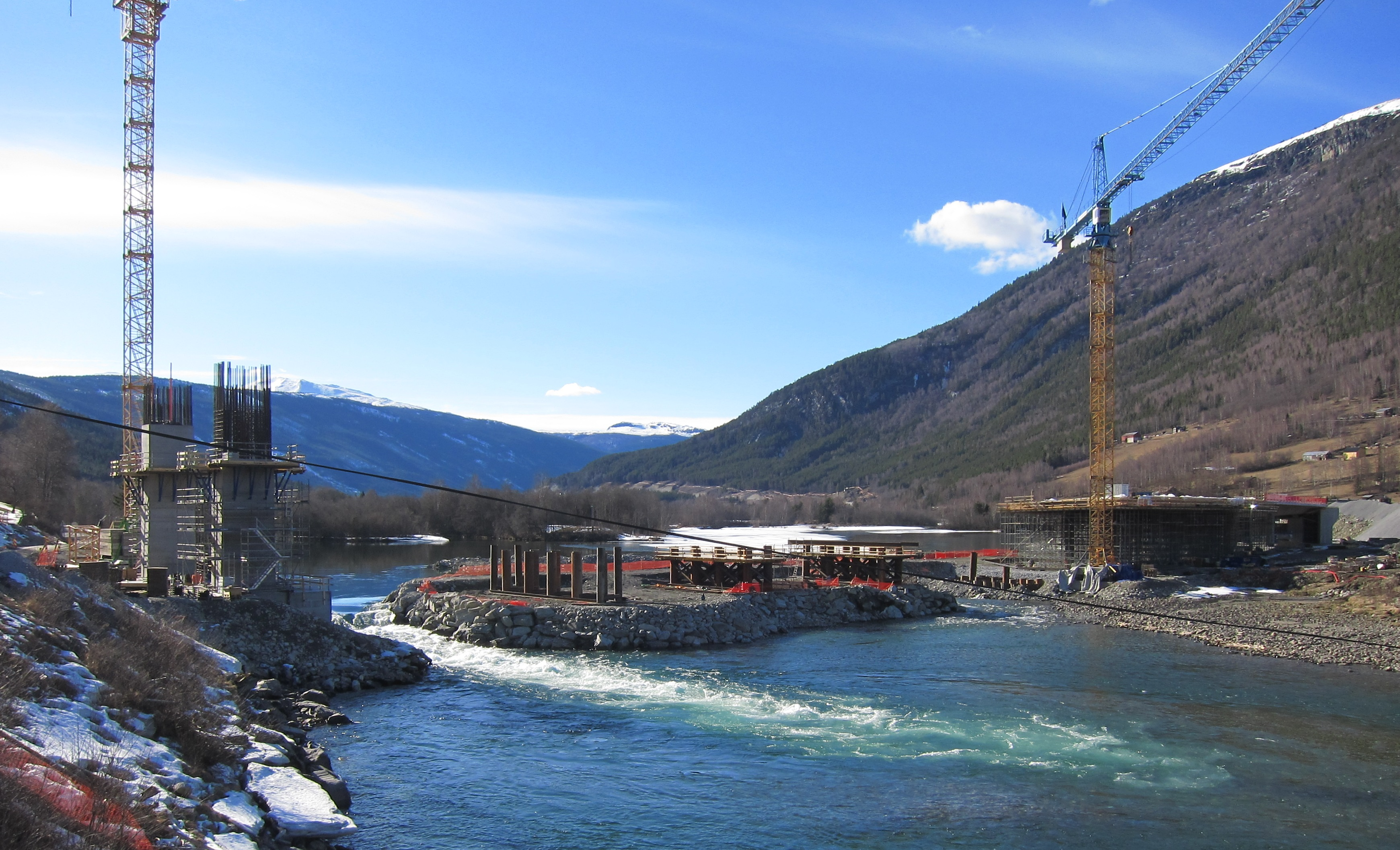
Bro över Lågen på väg E6 nära Kvam under byggnad 2015
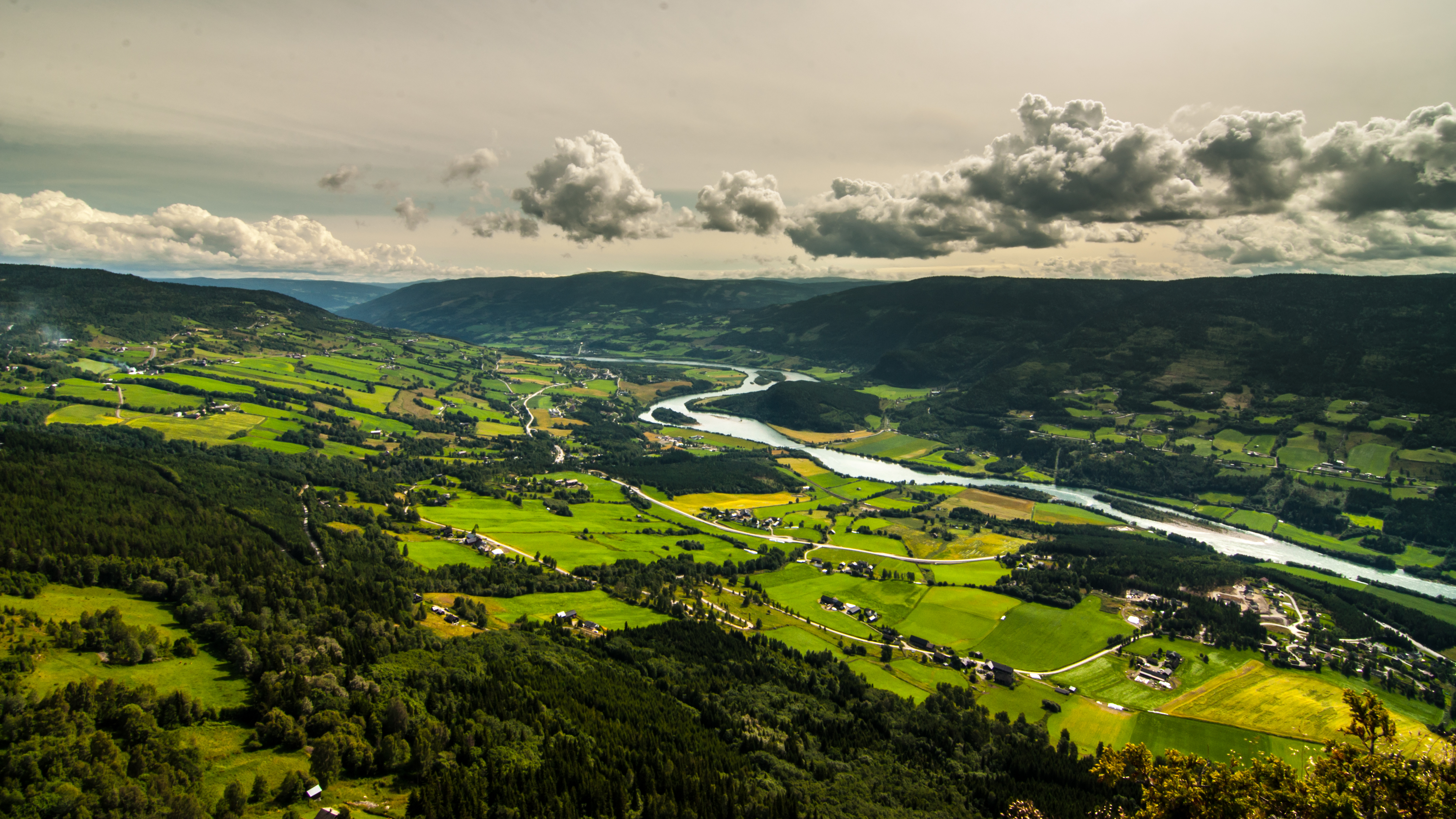
Gudbrandsdalslågens färd genom Sør-Fron
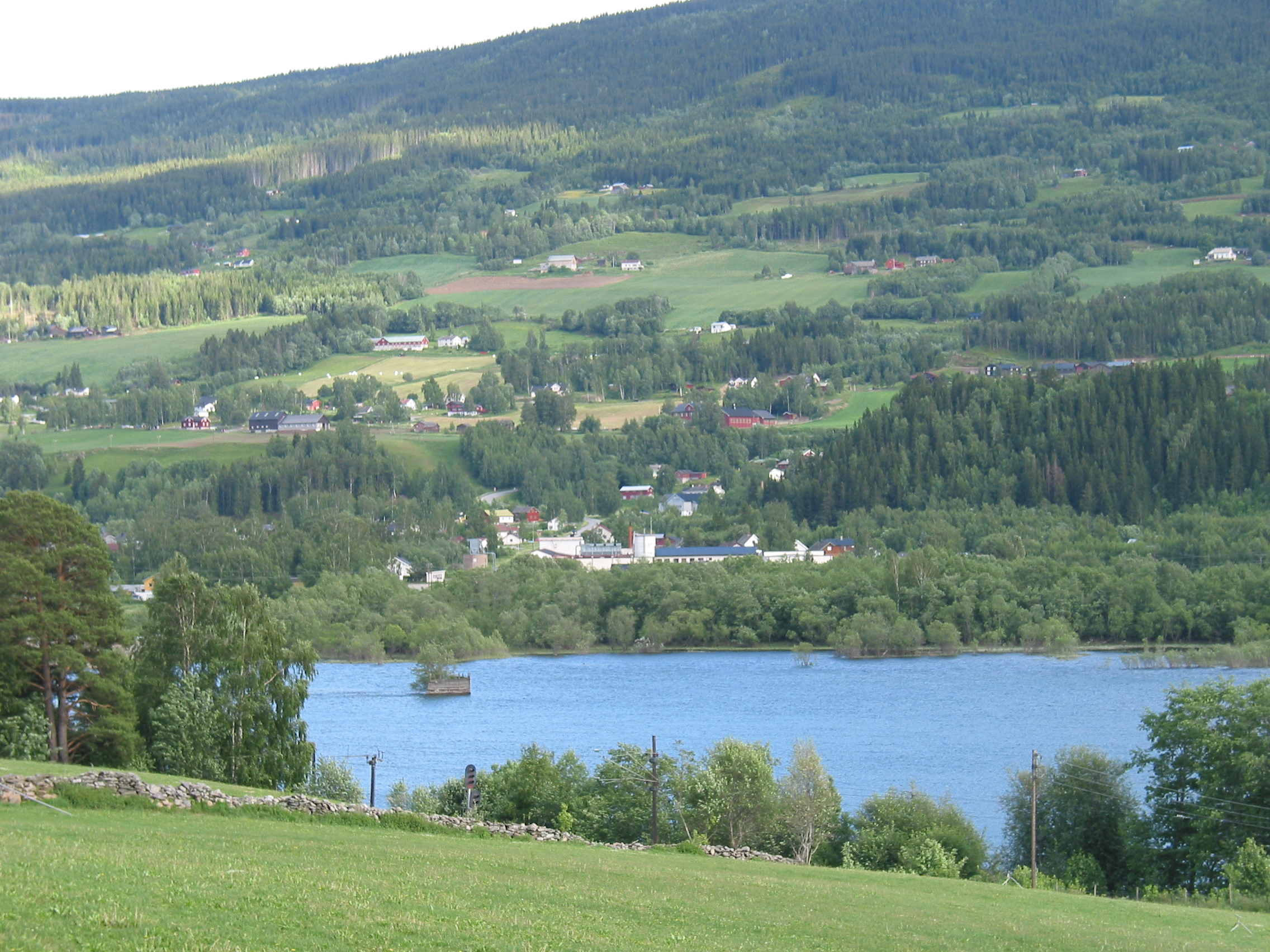
Gudbrandsdalslågen och tätorten Lia i Sør-Fron sett från Hundorp
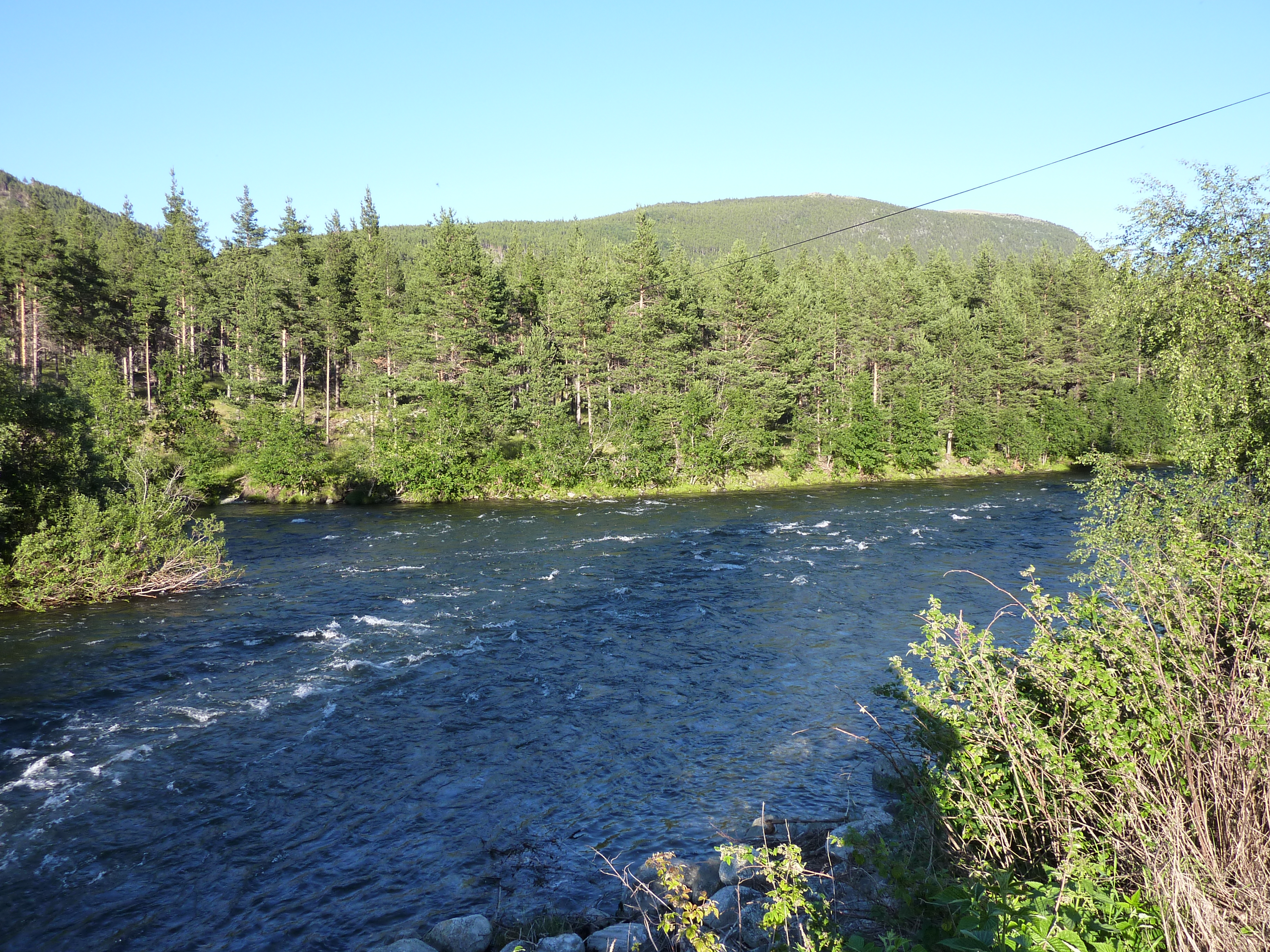
I Ringebu
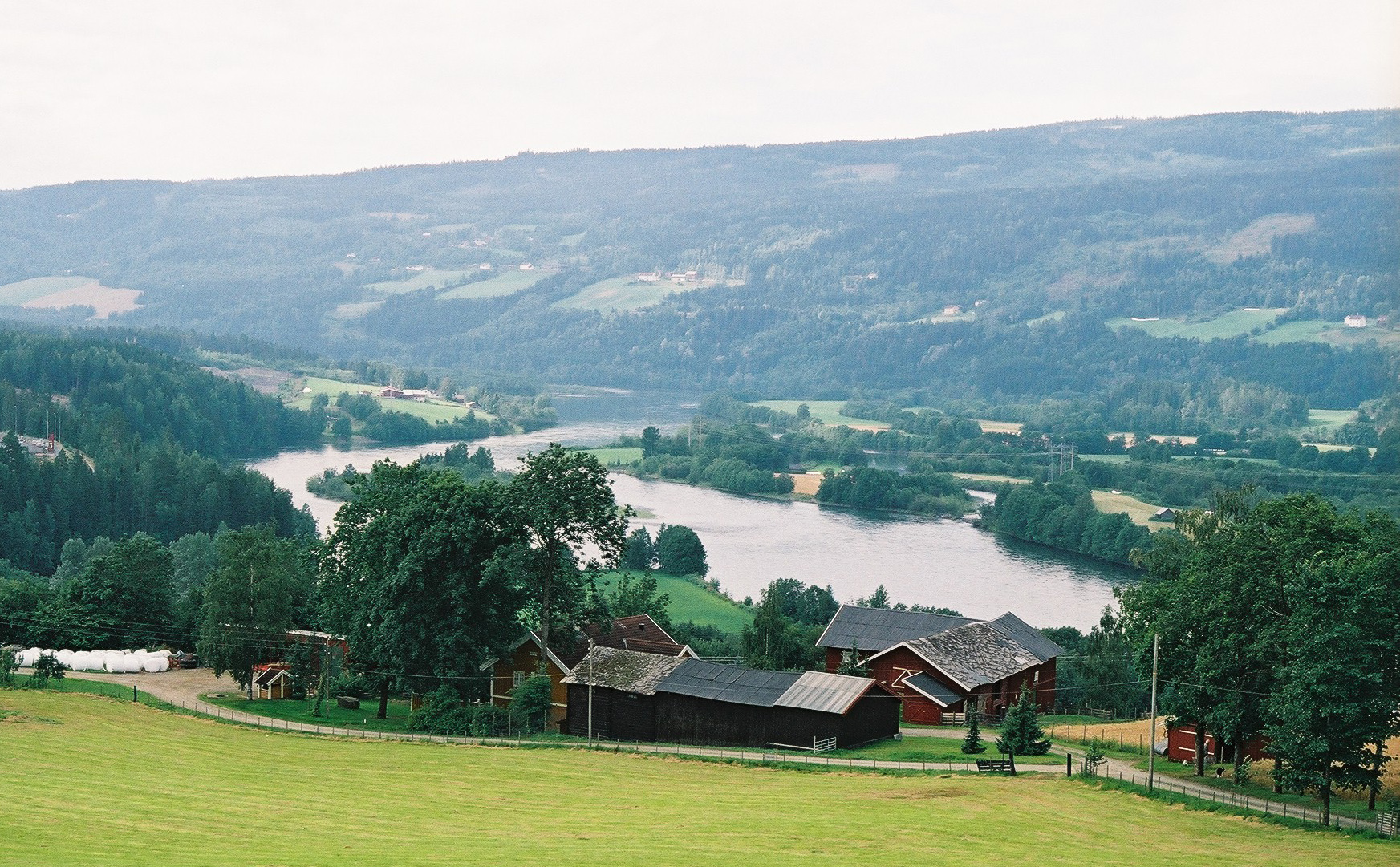
Gudbrandsdalslågen bildar ett delta där den flyter ut i sjön Mjøsa
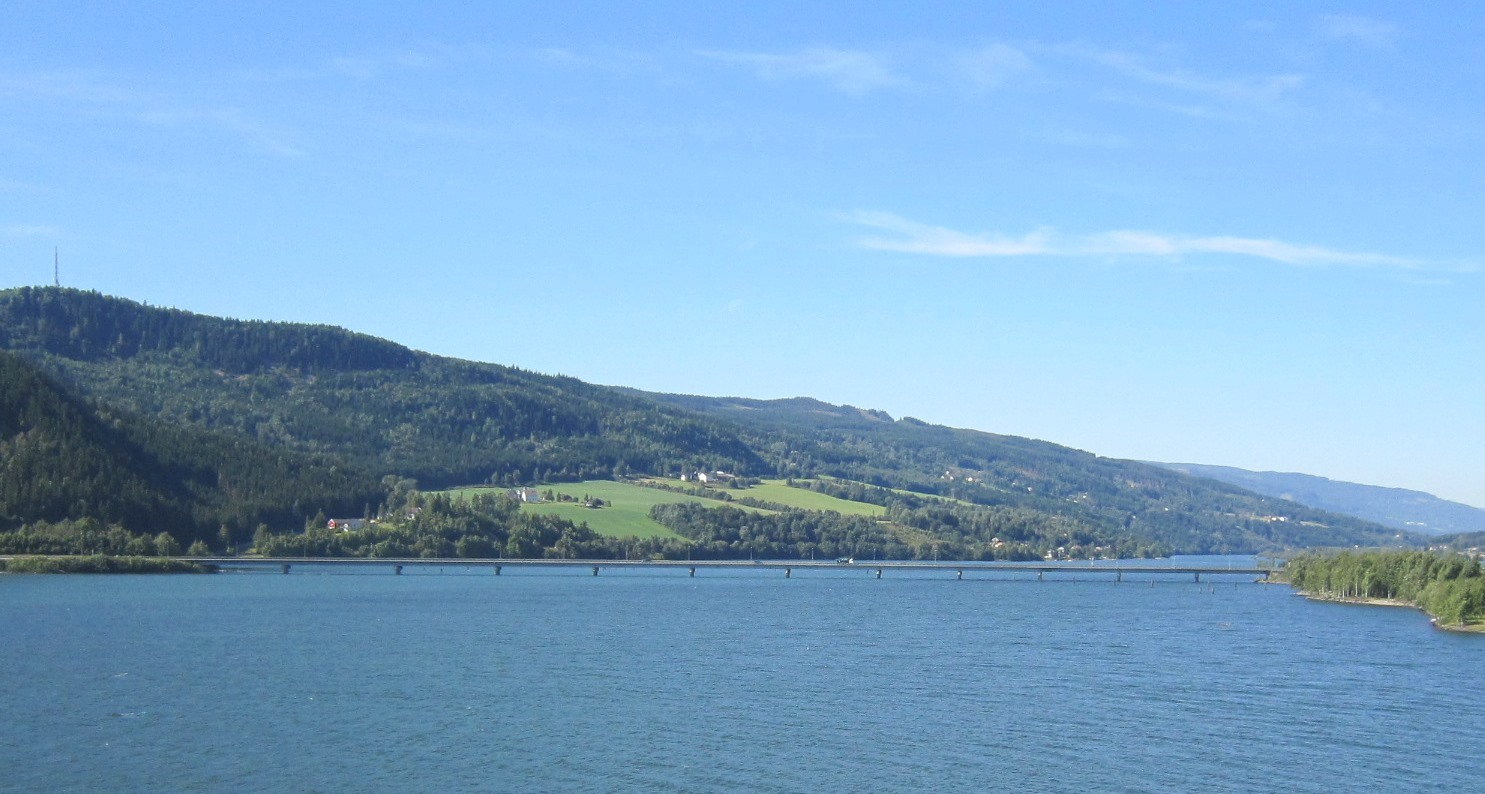
Bro i Lillehammer, där Lågen möter Mjøsa.